# Chevofosse
Chevofosse  est un hameau de la commune et ville belge de Malmedy située en Région wallonne dans la province de Liège. Avant la fusion des communes de 1977, Chevofosse faisait partie de la commune de Bellevaux-Ligneuville. 

## Situation
Chevofosse se trouve sur les hauteurs et versant ouest de la Warche, rivière qui se jette dans l'Amblève au hameau de Warche à environ un kilomètre plus au sud. Ce petit hameau ardennais de quelques habitations seulement se trouve au sud-ouest de la ville de Malmedy, à environ 8 km par la route. Il avoisine les hameaux de Warche et de Wavreumont (commune de Stavelot). L'autoroute E42 passe à quelques hectomètres à l'est et au-dessus du hameau.